# برای محافظت
برای محافظت (به انگلیسی: To Protect) یا پلیس (به انگلیسی: The Police) فیلمی هندی محصول سال ۲۰۰۳ و به کارگردانی گاتام واسادو منون است. در این فیلم بازیگرانی همچون سوریا، جیوتیکا، جوان، دوادارشینی، رامیا کریشنان و آر.دی. راجاسکار ایفای نقش کرده‌اند.